# Menhir von Tremenheere

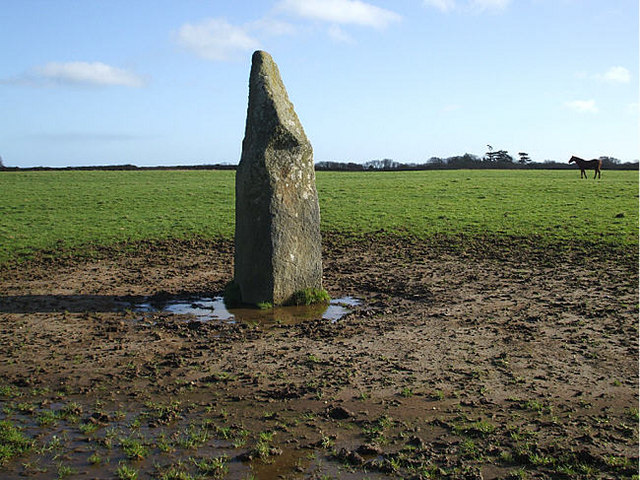
Menhir von Tremenheere

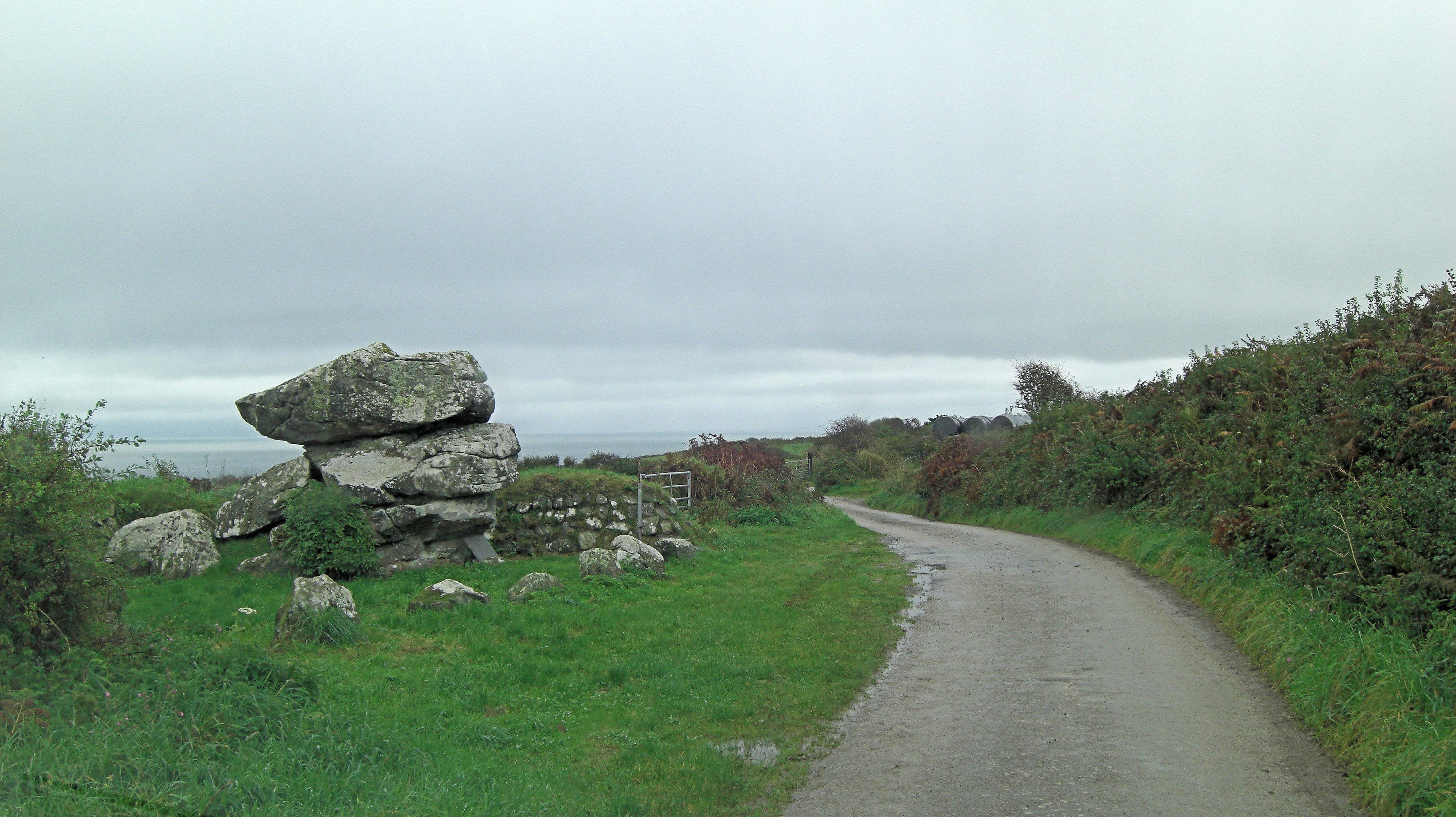
Giant’s Quoit von St Keverne

Der Menhir von Tremenheere (auch Tremenhere) steht 200 m nordöstlich des nach ihm benannten Bauernhofs westlich von St Keverne auf der Halbinsel The Lizard in Cornwall in England.
Der Name Tremenheere ist kornishen Ursprungs. „Tre“ ist das kornische Wort für „Bauernhof“ und „men-hyr“ bedeutet „langer Stein“ (siehe Menhir). Er wurde von William Copeland Borlase (1848–1899) im Jahre 1872 als dünner keilförmiger Stein mit einer Höhe von knapp drei Metern beschrieben und besteht aus lokalem magmatischen Gabbro.
In Tremenheere hat keine Ausgrabung stattgefunden, aber Ausgrabungen an Orten in Cornwall haben gezeigt, dass Menhire mit Pfostenlöchern und Gruben sowie mit Quarzpflasterbereichen verbunden sein können – allesamt Hinweis auf Zeremonien und Rituale, für die sie den Schwerpunkt bildeten. In seltenen Fällen wurden Steinkisten gefunden, die Leichenbrand, Töpferware und Holzkohle enthielten. Die Ausgrabungen haben auch gezeigt, dass das Loch, in das der Stein eingesetzt wurde, Holzkohle enthalten kann, und es gibt Hinweise auf die Deponierung von verbrannten menschlichen Knochen.
Menhire unterscheiden sich in Größe und Form erheblich. Sie wurden selten sehr weit transportiert und sind größtenteils Gesteine, die in der Nähe von Felsaufschlüssen oder Toren gefunden wurden. Ihre glatten Oberflächen und abgerundeten Profile sind das Ergebnis jahrelanger Verwitterung sowie der Einwirkung von Pflanzen und Bakterien.